# Geraint Thomas
Geraint Thomas, född den 25 maj 1986 i Cardiff, Wales, är en brittisk tävlingscyklist som tog OS-guld i bancyklingslagförföljelse vid olympiska sommarspelen 2008 och 2012. Thomas är även landsvägscyklist och cyklar sedan 2010 för Team Sky, numera Team Ineos..
Under 2015 vann Thomas etapploppet Volta ao Algarve och endagsloppet E3 Harelbeke. Under 2016 upprepade han sin bedrift från föregående år genom att ta hem Volta ao Algarve igen. Senare under mars vann Thomas World Tour-loppet Paris-Nice före Alberto Contador.
I juli 2018 vann han Tour de France.

## Utmärkelser
- Officer av Brittiska imperieorden

[Redigera Wikidata]

### Fotnoter
1. ↑  ”Thomas "säkrade" seger i Tour de France” (på svenska). Sportbladet. 29 juli 2018. https://www.aftonbladet.se/sportbladet/a/8wApzw/thomas-sakrade-seger-i-tour-de-france. Läst 29 juli 2018.